# Apache Mesos
Apache Mesos — програмна платформа, що поєднує в собі функції системи забезпечення спільного доступу до ресурсів кластера, оркестровки контейнерів і розподіленого ядра для організації виконання завдань на групі вузлів. Спочатку проект Mesos був розроблений компанією Twitter і в 2010 році переданий в руки фонду Apache. Кластери на базі Mesos розгорнуті в таких компаніях, як Netflix, Samsung, Twitter, IBM, PayPal і Yelp.
Mesos дозволяє працювати з кластером як з єдиним набором ресурсів, абстрагуючи процесори, GPU, пам'ять, системи зберігання та інші обчислювальні ресурси на фізичних серверах і віртуальних машинах. При виконанні розподілених застосунків і фреймворків Mesos бере на себе роботу з динамічного розподілу та ізоляції наявних ресурсів. Підтримується робота з такими фреймворками, як Hadoop, MPI, Hypertable і Spark, а також застосунками, що працюють в умовах динамічного поділу потужності доступних вузлів кластера.
Mesos надає практично лінійну масштабованість, що дозволяє охоплювати тисячі вузлів. За допомогою Zookeeper можливе створення відмовостійких конфігурацій. Також можна відзначити такі можливості, як застосування оновлень без зупинки, підтримка контейнерів з образами в форматах Docker і AppC, засоби для ізоляції ресурсів, підтримка запуску в одному кластері звичайних і хмарних застосунків, підключення розширень через HTTP API, наявність вебінтерфейсу для управління і моніторингу, незалежність від конкретних хмарних сервісів.